# Xenobatrachus anorbis
Xenobatrachus anorbis és una espècie de granota que viu a Indonèsia i Papua Nova Guinea.
Està amenaçada d'extinció per la pèrdua del seu hàbitat natural.